# ブリティッシュ・ホバークラフト
ブリティッシュ・ホバークラフト・コーポレーション（British Hovercraft Corporation、略称BHC）は、かつて存在したイギリスの企業。社名の通りホバークラフトの建造で知られた。

## 沿革
1966年、サンダース・ロー傘下のウエストランド・エアクラフトとヴィッカース・スーパーマリンの合弁により、一般向けホバークラフトの集約を目的に設立された。株式保有割合は、ウエストランド・エアクラフト65%, ヴィッカース・スーパーマリン25%, イギリス政府の技術移転企業ナショナル・リサーチ・ディベロップメントが10%であった。
ヴィッカース・スーパーマリンの設計は継続されず、サンダース・ローのSR-N4・SR-N5・SR-N6が継続され、1969年のBH-7が唯一新規設計のホバークラフトとして設計・建造されたものとなった。
1970年、ウエストランド・エアクラフトが全株式を取得し、同社の子会社となった。翌年には、ブリテン・ノーマンから同業のクッション・クラフトを買収した。
1981年、ナショナル・リサーチ・ディベロップメントとホバーワークとの共同開発により、AP1-88を設計。1983年には最初のAP1-88が就航している。
1984年、ウエストランド・エアロスペースに社名変更、ホバークラフトの技術と経験を活かして航空機産業へ進出した。
1994年、親会社がGKNに買収されたことにより、GKN ウエストランド・エアロスペースとなった。2000年6月まで同社名義でのプレスリリースが発表されていたが、同年7月以降見られないこと、GKN エアロスペースが1993年設立であることから、この後のいずれかの時期に何らかの形で消滅したものと見られる。

## ユニオン・ジャック

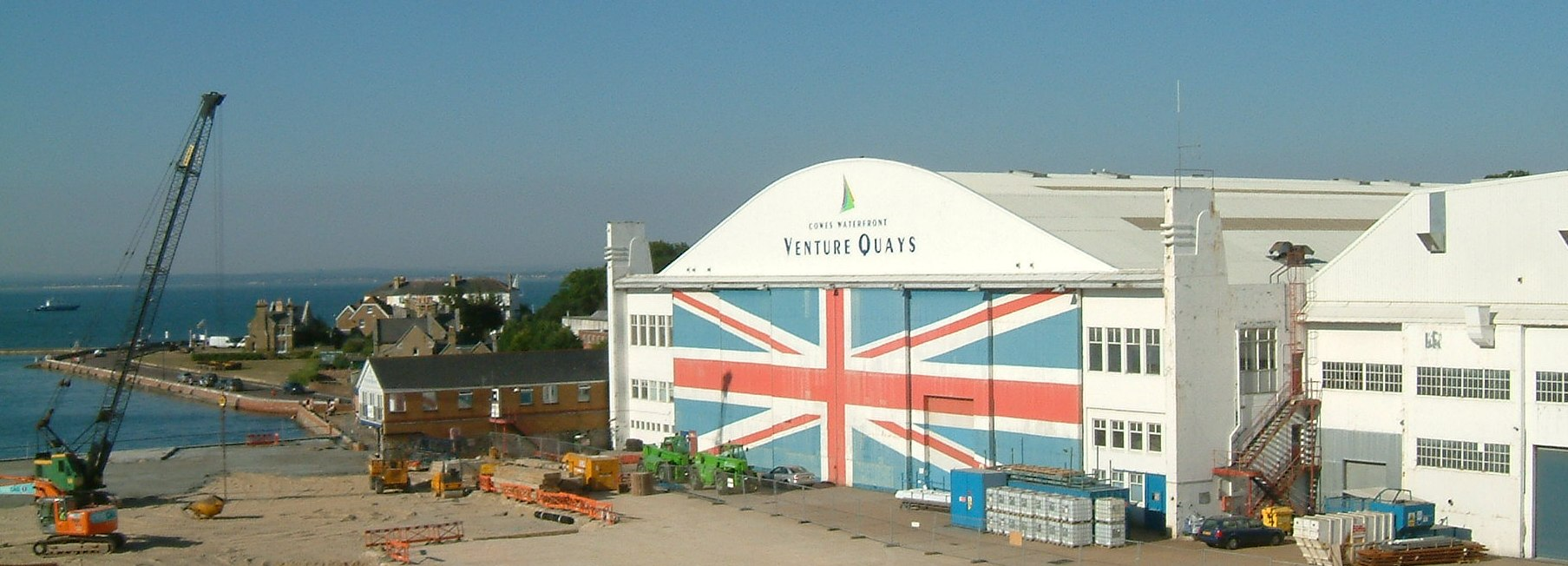
イースト・カウズの格納庫

1977年のエリザベス2世在位25周年を記念して、イースト・カウズにあるハンガーの扉に巨大なユニオン・ジャックが描かれた。これは世界最大のユニオン・ジャックとされている。

## 製品
サンダース・ロー設計
- サンダース・ロー SR.N2
- ブリティッシュ・ホバークラフト SR.N3
- SR-N4型ホバークラフト（英語版）
- SR-N5型ホバークラフト（英語版）
- SR-N6型ホバークラフト（英語版）

自社設計
- BH-7

共同開発
- AP1-88型ホバークラフト（英語版）